# (500038) 2011 SG136
(500038) 2011 SG136 es un asteroide perteneciente al cinturón de asteroides, descubierto el 11 de marzo de 2008 por el equipo del Mount Lemmon Survey desde el Observatorio del Monte Lemmon, Arizona, Estados Unidos.

## Designación y nombre
Designado provisionalmente como 2011 SG136.

## Características orbitales
2011 SG136 está situado a una distancia media del Sol de 3,161 ua, pudiendo alejarse hasta 3,521 ua y acercarse hasta 2,802 ua. Su excentricidad es 0,113 y la inclinación orbital 11,28 grados. Emplea 2053,67 días en completar una órbita alrededor del Sol.
El próximo acercamiento a la órbita terrestre se producirá el 29 de octubre de 2065.

## Características físicas
La magnitud absoluta de 2011 SG136 es 16,4.